# Mucusso
Mucusso é uma cidade e município angolano que se localiza na província de Cuando.
Anteriormente uma vila-comuna do município de Dirico, em 5 de setembro de 2024 foi elevada a condição de cidade e município da nova província de Cuando.
O município é constituído apenas pela comuna-sede.
Esta cidade encontra-se a menos de 1,5 quilómetros da fronteira Angola-Namíbia, nos limites com a faixa de Caprivi, defronte a cidade namibense de Thipanana. Um serviço de balsas faz a ligação regular entre Mucusso e Thipanana, cruzando o rio Cubango.